# فورازوليدون
فورازوليدون فيورازولدون (Furazolidone) الزمرة الدوائية من مضادات الجراثيم. يستخدم فيورازولدون لعلاج الالتهابات البكتيرية والطفيلية. وهو يعمل على قتل البكتيريا والطفيليات (الدقيقة، الحيوانات وحيدة الخلية). بعض الأوالي والطفيليات التي يمكن أن تسبب العديد من الأنواع المختلفة من الالتهابات في الجسم. يؤخذ فيورازولدون عن طريق الفم. وهو يعمل داخل الأمعاء لعلاج الكوليرا والتهاب القولون، و / أو الإسهال التي تسببها البكتيريا، والجيارديات. يعطى فيورازولدون أحيانا مع الأدوية الأخرى للعدوى البكتيرية.
فيورازولدون قد يسبب بعض الآثار الجانبية الخطيرة عند تناوله مع بعض الأطعمة والمشروبات، أو الأدوية الأخرى. تحقق مع أخصائي الرعاية الصحية للحصول على قائمة من المنتجات التي ينبغي تجنبها.

## الاستعمال الطبي
فيورازولدون استخدم في الطب البشري والطب البيطري. لديه مجموعة واسعة من النشاط يمكنه القيام بنشاط ضد
- إيجابية الغرام
  - المطثية الحاطمة
  - الوتدية المقيحة
  - العقديات
  - المكورات العنقودية
- سلبية الغرام
  - الإشريكية القولونية
  - السالمونيلا دبلن
  - السالمونيلا التيفية الفأرية
- البروتوزوا
  - الجيارديا اللمبلية
  - الأنواع الأيمرية

### الاستخدام في الإنسان
في البشر تم استخدامه لعلاج الإسهال والإلتهاب المعوي الناجم عن البكتيريا أو التهابات الأواليات . وقد استخدم لعلاج إسهال المسافر، الكوليرا والسالمونيلا bacteremic.
- معالجة الجارديا.
- الإنتانات المعدية المعوية الجرثومية الأخرى.[5]

## آلية العمل
له آلية عمل الالنتروفوران نفسها. وهو قاتل للجراثيم إيجابية الغرام وسلبياته التي تسبب الامراض. ومن المعتقد أنه يعمل عن طريق التشابك مع الحمض النووي

## مضادات الاستطباب
الرضع دون 3 أشهر.

## الآثار الجانبية
- غثيان، قياء.
- دوخة، نعاس، صداع.
- طفح، وذمة وعائية.
- ردود فعل رئوية حادة.
- سمية كبدية.
- بول داكن اللون.[7]

## الجرعة
فموياً
- البالغون: 100 ملغ 4 مرات/يوم لمدة 2-5 أيام.
- الأطفال: 1.25 ملغ/كغ 4 مرات/يوم لمدة 2-5 أيام، تتطلب بعض الحالات معالجة لمدة 7 أيام.

## تحذيرات
عوز أنزيم G6PD.